# Maytenus andongensis
Maytenus andongensis là một loài thực vật có hoa trong họ Dây gối. Loài này được (Oliv.) Exell & Mendonça mô tả khoa học đầu tiên năm 1954.